# جابر جبران الفيفي
جابر جبران الفيفي (1975 في الطائف بالمملكة العربية السعودية)، وهو مواطن سعودي، تم احتجازه رهن الاعتقال خارج نطاق القضاء قبل الولايات المتحدة في معسكرات الاعتقال في خليج غواناتنامو في كوبا بسبب مزاعم بأنه تدرب وحارب مع تنظيم القاعدة وحركة طالبان في أفغانستان في عام 2001.  وكان رقم الاعتقال التسلسلي الخاص به في معتقل غوانتانامو هو 188.
تمت إعادة الفيفي إلى السعودية في ديسمبر 2006، وخضع لبرنامج إعادة التأهيل، بعد ذلك انضم إلى تنظيم القاعدة في اليمن وظل في اليمن لمدة عامين، حيث صعد ليصبح واحدًا من أكبر عشرة زعماء للقاعدة في جزيرة العرب. وفي سبتمبر 2010 استسلم للمملكة العربية السعودية، وفي 1 نوفمبر 2010 ورد أنه قدم معلومات ساعدت في إحباط تفجير طائرة الشحن عام 2010.

## حياته
نشأ الفيفي في الطائف وحصل على شهادة بعد إكماله 18 شهرًا في مؤسسة التدريب التقني والمهني، وفي الثانية والعشرين من عمره عمل كحارس أمن في سجن الطائف، ثم نُقل إلى سجن في جدة. قال الفيفي عن انتقاله: «انتقلت إلى جدة لأنني أردت الانضمام إلى النادي الأهلي، حيث اعتدت لعب كرة القدم لفريق السجن في الطائف. صديقي أوصى بالانتقال إلى العمل في جدة حتى أكون أقرب إلى النادي، وعندما انتقلت إلى جدة، اكتشفت أن فترة تسجيل اللاعبين الجدد قد انتهت». ثم تم فصله من وظيفته في السجن بعد تلقيه العديد من التحذيرات لتأخره، وعاد إلى الطائف ولم يتمكن من العثور على عمل وظل عاطلاً عن العمل لمدة أربع سنوات.
استمع جابر إلى محاضرات مسجلة حول الجهاد، وشاهد شرائط فيديو للأنشطة المسلحة في الشيشان. وقام أحد أصدقائه بترتيب سفر الفيفي إلى أفغانستان عن طريق قطر ثم باكستان، بينما اعتقدت عائلته أنه ذهب إلى المنطقة الشرقية للعمل.
قال الفيفي إنه لم يسمع عن القاعدة في تلك المرحلة وأراد فقط التدريب على الأسلحة النارية ثم الانضمام إلى طالبان أو الذهاب إلى الشيشان، وعندما وقعت هجمات 11 سبتمبر، ظن في البداية أن الهجمات كانت من عمل الصين، ثم سمع أن جماعة جهادية ناشئة هي المسؤولة، وفي هذه المرحلة انتقل إلى شمال أفغانستان للقتال ضد التحالف الشمالي والقوات الأمريكية. وبقي هناك لمدة شهر حتى قصف كابل من قبل قوات الحلفاء ثم تراجع أولاً إلى تورا بورا ثم إلى جلال آباد.
وبعد شهر رمضان في عام 2001، سافر الفيفي ونحو 300 مقاتل معظمهم من السعوديين لمدة أربعة أيام إلى الحدود الباكستانية حيث استسلموا للقبائل المحلية على أمل إعادتهم إلى حكوماتهم الأصلية، ولكن تم تسليمهم للأمريكيين.

## الأنشطة في أفغانستان
أكد الجيش الأمريكي أن الفيفي كان حاضراً في أفغانستان في أعقاب هجمات القاعدة في 11 سبتمبر 2001، وكان قد شارك في نزاع طالبان مع التحالف الشمالي الأفغاني في خريف عام 2001، لكنه نفى إطلاق النار من سلاحه، كما نفى مقابلة أي عضو في تنظيم القاعدة في أفغانستان، ونفى حضور أي معسكرات تدريب أفغانية. وقال الفيفي أنه قرر الذهاب إلى أفغانستان كشكل من أشكال التوبة، لأنه لم يكن مسلماً ملتزماً بالقدر الكافي، حيث تعاطى المخدرات ويُدخن ولم يُصلي كثيرًا.

## العودة إلى الوطن
وفقًا لوزارة الدفاع الأمريكية تم إطلاق سراح الفيفي من غوانتنامو وتم تسليمه إلى الحكومة السعودية في 13 ديسمبر 2006، وقال أنه يريد العودة إلى المملكة العربية السعودية لرعاية والديه واستئناف وظيفته كسائق سيارة أجرة. تم إطلاق سراحه مع 15 سعوديًا آخرين وهم: محمد يحيى موسين الزيلة، سالم سليمان الحربي، يوسف عبد الله صالح الربيش، سلمان سعد الخادي محمد، إبراهيم الربيش، عبد الله محمد عبد العزيز، أنور حمدان محمد النور، صلاح عبد العزيز رسول علي عبد البلوشي، عبد العزيز محمد إبراهيم الناصر، زياد سعيد فرج الجحدري، ماجد حمد الفريح، بسام محمد صالح الدبيكي، سعيد علي عبد الله الفرحة الغامدي، سلطان ساري صايل العنزي وعبد الرحمن خولان.
ووفقًا للحكومة السعودية تمت إعادة الفيفي إلى الوطن في 14 ديسمبر 2006، إلى جانب ستة سعوديين آخرين. وتم إيداعهم في سجن الحائر بدون تهمة.

### برنامج إعادة التأهيل
أكمل الفيفي برنامج إعادة التأهيل في المملكة العربية السعودية، في مركز محمد بن نايف المناصحة. واعتُبر «منخفض الخطورة»، يسعى البرنامج إلى إقناع المشاركين من خلال التعاليم الإسلامية بأن أيديولوجية القاعدة خاطئة. كما أنه يوفر للمشاركين المال والمعونة.

## القاعدة
انضم الفيفي إلى تنظيم القاعدة في اليمن في مرحلة ما بعد مشاركته في برنامج إعادة التأهيل السعودي، وظل في اليمن لمدة عامين، وأصبح واحدًا من أكبر عشرة زعماء للقاعدة في جزيرة العرب. وفي 3 فبراير 2009 نشرت الحكومة السعودية قائمة تضم 85 مطلوبًا مشتبه بهم، من بينهم الفيفي.

## الاستسلام
في 7 سبتمبر 2010 ذكرت قناة فوكس نيوز أن الفيفي قد تم اعتقاله مؤخرًا في عملية مسح للمتشددين المشتبه بهم. بينما قال مسؤول يمني أن السلطات الأمنية في محافظة أبين باليمن قبلت استسلامه وأخذته إلى الحجز في 9 سبتمبر، ورتبت السلطات اليمنية عودته ونقلته إلى الرياض. وأعلنت وزارة الداخلية السعودية في 15 أكتوبر 2010 أن الفيفي قد اتصل بالسلطات السعودية من اليمن خلال الأسابيع الأخيرة خلال شهر رمضان للتعبير عن أسفه واستعداده للاستسلام، وقال المتحدث باسم وزارة الداخلية اللواء منصور التركي أن قضية الفيفي ستُدار «وفقًا للقوانين المحلية»، لكنه سيُنظر فيه لتسليم نفسه.
وفي 1 نوفمبر 2010 قيل أن الفيفي قدم معلومات ساعدت في إحباط تفجير طائرة الشحن 2010. ونقلت وكالة أسوشيتيد برس عن مسؤولين أمنيين يمنيين طلبوا عدم الكشف عن هويتهم أن الفيفي كان مسؤولًا أمنيًا سعوديًا مهمًا لاختراق القاعدة في شبه الجزيرة العربية.